# قبیله جونجو یی
خاندان جونجو یی (کره‌ای: 전주 이씨; هانجا: 全州 李氏) یک خاندان کره‌ای با نام خانوادگی یی است که زادگاه آن‌ها در جونجو، استان جولا شمالی قرار دارد. این خاندان شامل خاندان یی است که پادشاهی چوسان و امپراتوری کره را در دست داشتند.